# 蝸牛 (奧真奈美單曲)
「蝸牛」（日语：かたつむり）是おぐまなみ在2010年5月12日發售的單曲。

## 概要
廣告標語是「世紀的超級偶像、出道！」。
A面單曲「蝸牛」是NHK教育電視台播放反斗小王子的片尾曲。
是繼AKB48大堀惠、增田有華後史上第3個人的獨唱單曲。

## 收錄曲

### 通常盤
CD
1. かたつむり
（作詩：秋元康　作曲：青野ゆかり　編曲：野中“まさ”雄一）
  - NHK教育電視台『反斗小王子』片尾曲
2. 芋虫ジョニー
（作詩：秋元康　作曲：青野ゆかり　編曲：近田潔人）
3. かたつむり（オリジナル・カラオケ）
4. 芋虫ジョニー（オリジナル・カラオケ）

他
1. チャンスカード（初回限定特典）

## 外部連結
- 日本クラウン おぐまなみ特設サイト （页面存档备份，存于）